# Наші сусіди (фільм, 1957)
«Наші сусіди» (рос. «Наши соседи») — білоруський радянський художній фільм 1957 року режисера Сергія Сплошнова.

## Сюжет
У звільнену кімнату комунальної квартири вселяється товариський молодий слюсар і відразу ж завойовує симпатії мешканців. У мадам Шпаковської росте впевненість, що юнак — «знаменитість», тому з'являються плани щодо своєї єдиної дочки. Однак молоді люди без її допомоги закохуються одне в одного, а Шпаковська, дізнавшись, що наречений — простий хлопець, безуспішно намагається перешкодити шлюбу...

## У ролях
- Гліб Глєбов —  Іван Кіндратович Шпаковський
- Ольга Вікландт
- Лев Фрічинський
- Неллі Корнєєва
- Костянтин Сорокін
- Валентина Кравченко
- Анатолій Адоскін
- Лідія Ржецька
- Михайло Петров

## Творча група
- Сценарій: Юхим Севела, Михайло Антоненков
- Режисер: Сергій Сплошнов
- Оператор: Андрій Булінський
- Композитор: Борис Мокроусов